# Алдейя-де-Жуанеш
Алдейя-де-Жуанеш (порт. Aldeia de Joanes; МФА: [aɫ.ˈdɐj.ɐ dɨ ʒu.ˈɐ.nɨʃ]) — парафія в Португалії, у муніципалітеті Фундан. Розташована в східній частині країни, на теренах історичної португальської провінції Бейра. Входить до складу округу Каштелу-Бранку. За адміністративним поділом, чинним до 1976 року, терени парафії були складовою провінції Нижня Бейра. Належить до Порталегрівсько-Каштелу-Бранківської діоцезії Католицької церкви. Патрон — святий Петро. Площа — 8,0879 км². Населення — 1333 ос. (2011). Слабо урбанізований регіон. Густота населення — 164,81 осіб/км²
. Код — 050404.

## Населення
| Кількість мешканців | Кількість мешканців | Кількість мешканців | Кількість мешканців | Кількість мешканців | Кількість мешканців | Кількість мешканців | Кількість мешканців | Кількість мешканців | Кількість мешканців | Кількість мешканців | Кількість мешканців | Кількість мешканців | Кількість мешканців | Кількість мешканців |
| ------------------- | ------------------- | ------------------- | ------------------- | ------------------- | ------------------- | ------------------- | ------------------- | ------------------- | ------------------- | ------------------- | ------------------- | ------------------- | ------------------- | ------------------- |
| 1864                | 1878                | 1890                | 1900                | 1911                | 1920                | 1930                | 1940                | 1950                | 1960                | 1970                | 1981                | 1991                | 2001                | 2011                |
| 328                 | 466                 | 451                 | 627                 | 619                 | 616                 | 668                 | 725                 | 667                 | 665                 | 565                 | 779                 | 744                 | 971                 | 1 333               |